# Tatjana Patitz
Tatjana Patitz (n. 25 martie 1966, Hamburg, RFG – d. 11 ianuarie 2023, Santa Barbara, California, SUA) a fost o actriță germană și fotomodel.
Patitz a trăit în Suedia. La vârsta de 17 ani a fost descoperită de fotograful Peter Lindbergh, iar între anii 1980 - 1990 a fost una dintre cele mai solicitate manechine din lume. Ea s-a mutat de la Paris în California unde a început cariera de actriță. Aici a jucat în special în filme thriller ca Rising Sun (1993) sau Restraining Order (1999), alături de: Sean Connery, Richard Gere, Johnny Depp, Pierce Brosnan, Cindy Crawford, Christy Turlington, Linda Evangelista, și Naomi Campbell.
În anul 1999 s-a lăsat fotografiată pentru o revistă playboy germană. Un timp a trăit împreună cu cântărețul de muzică pop Seal. În 2003 s-a căsătorit cu omul de afaceri american Jason Johnson, de care s-a despărțit în 2009, și de la care are un fiu. Din 2009 a locuit la un ranch, împreună cu fiul ei în Malibu, California.